# Оранжереи (село)
Оранжере́и — село (в 1938—2001 — посёлок городского типа) в Икрянинском районе Астраханской области России. Административный центра сельского поселения Оранжерейнинский сельсовет.

## География
Село расположено в южной части области, в 80 км к юго-западу от Астрахани, в дельте Волги на острове, обтекаемом рукавами Бахтемир и Подстепок.

## История
В 1740 году по ревизской сказке в поселке на реке Подстепка проживало сорок человек «мужеска и женска пола». Это самое раннее архивное упоминание о селе Оранжереи. Первоначально это место называлось Жирельным, от слова Жир, который топили из рыбы в то время рыбаки, ведь солить астраханские рыбаки научились только в XVIII веке. Вторым названием, которое носило поселение, было Оранжерейное. По рассказам старожилов, данное имя было дано селу из-за незвучного прошлого названия. Но и это название имело ряд ошибок при склонении в русском языке. Поэтому сейчас село носит имя — Оранжереи.
Первоначально это было рыбацкое поселение, население которого жило здесь во время путины. В 1772 году коллежский советник Скрипицын-Большой купил у казны 13 000 десятин земли вместе с приписанными к ней крестьянами и рыбными ловлями из расчета рубль за десятину. Это были земли и воды, принадлежащие Житному, Икряному, Оранжереям. Скрипицын-Большой владел данными землями 20 лет. Чтобы покрыть карточный долг, коллежский советник продал в 1792 году все рыбные ловли и земли вместе с крепостными астраханскому миллионеру греку Варвацию.
В начале позапрошлого века земли снова продали — на этот раз мещанину города Вольска Петру Сапожникову. В 1918 году промысел был экспроприирован у братьев Сапожниковых.
Есть исторические описания, как жили в то время жители села Оранжереи. «Жили они тем, что ловили рыбу в учуге. Во всю ширину Подстепки стояла деревянная забойка, преграждавшая весной и осенью путь рыбе вверх. Посреди забойки был узкий проран, откуда красную рыбу выметывали в прорезь баграми, а обычную — вычерпывали зюзьгами». 24 апреля 1798 года из ловушки Оранжереинского учуга было выбагрено 273 белуги весом от тридцати до пятидесяти пудов каждая.
На территории села с 1988 года действует музей, рассказывающий об истории Оранжерей.

## Население
| 1959 | 1970  | 1979  | 1989  | 2002  | 2010  | 2021  |
| ---- | ----- | ----- | ----- | ----- | ----- | ----- |
| 7035 | ↘6254 | ↘5711 | ↘5214 | ↘4387 | ↗4473 | ↘4352 |

## Учреждения
- МО «Оранжерейнинский сельсовет»
- МОУ «Оранжерейнинская СОШ»[8]

## Фотогалерея
- Жилые дома между улицами Кирова и Пушкина
- Сквер в центре села
- Дом культуры
- Шароновский переулок